# Ulogastra colffsi
Ulogastra colffsi är en skalbaggsart som beskrevs av Lansberge 1884. Ulogastra colffsi ingår i släktet Ulogastra och familjen långhorningar. Inga underarter finns listade i Catalogue of Life.